# Kumar Patel
 Chandra Kumar N. Patel (Baramati, 2 juli 1938) is een Indiaas natuurkundige en elektrotechnicus die woont en werkt in de Verenigde Staten. Hij is voornamelijk bekend als de uitvinder van de koolstofdioxidelaser, een van de meest veelzijdige lasertypes.
De in India geboren Patel verkreeg zijn bachelorgraad (B.E.) in de telecommunicatie aan de universiteit van Poona toen hij negentien jaar oud was. Voor zijn vervolgstudie ging hij naar de Verenigde Staten, om aan de Stanford-universiteit zowel zijn master (1959) als zijn doctoraat (1961) te behalen in de elektrotechniek. Aansluitend trad hij in dienst van AT&T Bell Labs in Murray Hill waar hij in 1964 de koolstofdioxidelaser ontwikkelde – de eerste laser die continu een hoog vermogen kon leveren.
Dankzijn Patels tomeloze inzet om vele nieuwe toepassing voor zijn laser te vinden heeft de CO2-laser tegenwoordig meer praktisch nut dan enig ander lasertype. De CO2-laser was niet de enige laser die Patel uitvond. Bijvoorbeeld, Patels onderzoek naar niet-lineaire optica leidde tot de creatie van de 'spin-flip' Raman-laser – de eerste afstembare infraroodlaser (1969). In totaal verkreeg Patel 36 Amerikaanse octrooien voor laser en lasertoepassingen.
In 1996 werd hij door president Bill Clinton onderscheiden met de National Medal of Science, "voor zijn fundamentele bijdragen aan de kwantumelektronica en de uitvinding van de koolstofdioxidelaser, die een significante impact had op industriële, wetenschappelijke, medische en militaire defensie toepassingen". Eerder, in 1989, mocht hij al de IEEE Medal of Honor in ontvangst nemen.
Na tweeëndertig jaar gewerkt te hebben voor Bell Labs stapte hij in 1993 over naar de universiteit van Californië - Los Angeles als Vice Chancellor for Research. In 2000 werd hij er benoemd tot hoogleraar natuurkunde.